# RIKIプロジェクト
株式会社リキプロジェクトは、1997年8月に竹内力が設立した日本の芸能事務所兼製作会社である。
設立以来竹内を含めた俳優のマネージメントをメイン業務としていたが、2015年より、俳優のマネージメント部門を廃止し、映画やテレビ番組の制作プロダクションに業態転換。近年では映画製作を手掛けている。

## 主な作品

### 映画
- ひゃくはち（2008年8月9日公開、ファントム・フィルム）
- ぼくたちの家族（2014年5月24日公開、ファントム・フィルム）
- オケ老人!（2016年11月11日公開、ファントム・フィルム）
- 聖の青春（2016年11月19日公開、KADOKAWA）
- ねことじいちゃん（2019年2月22日公開、クロックワークス）
- ある船頭の話（2019年9月13日公開、	キノフィルムズ・木下グループ）
- 名も無き世界のエンドロール（2021年1月29日公開、エイベックス・ピクチャーズ）
- 私をくいとめて（2020年12月18日公開、日活）
- 茜色に焼かれる（2021年5月21日公開、フィルムランド・朝日新聞社）
- アジアの天使（2021年7月2日公開、クロックワークス）
- ツーアウトフルベース（2022年3月25日公開、東映ビデオ）
- 死刑にいたる病（2022年5月6日公開、クロックワークス）
- 川っぺりムコリッタ（2022年9月16日公開、KADOKAWA）

### ドラマ
- 夏の日の君に（2017年）制作

## 所属タレント

### 俳優
- 竹内力

## かつて所属していたタレント
- 山口仁（ジャパン・アートへ移籍）
- 志賀勝（ケイズファクトリーへ移籍）
- 土平ドンペイ（ウッドオフィス・A3プロデュースへ移籍[1]）
- 与座重理久（夏木プロダクションへ移籍）
- アンドレ
- 山口祥行（トライストーン・エンタテイメントへ移籍）
- 野村祐人（BEACON ALLIANCEへ移籍）
- 勝矢（BEACON ALLIANCEへ移籍）
- 中野裕斗（在籍中業務提携していたムーブマンへ移籍）
- 大久保貴光
- 城明男（フレスカへ移籍）
- 松山鷹志（青二プロダクションへ移籍）